# Lyubka Debarlieva
Lyubka Debarlieva est une ancienne joueuse bulgare de volley-ball et actuel entraineur de Levski Sofia, née le 21 septembre 1980. Elle mesure 1,78 m et jouait au poste de passeuse. 

## Clubs
| Club             | De        | À         |
| ---------------- | --------- | --------- |
| Levski Sofia     | 2001-2002 | 2003-2004 |
| Stinol Lipetsk   | 2004-2005 | 2005-2006 |
| Leningradka      | 2006-2007 | 2007-2008 |
| CSU Metal Galați | 2008-2009 | 2008-2009 |
| Lokomotiv Bakou  | 2009-2010 | 2009-2010 |
| Leningradka      | 2011-2012 | 2013-2014 |

## Palmarès
- Championnat de Roumanie
  - Vainqueur :2009
- Coupe de Roumanie
  - Vainqueur : 2009
- Championnat de Bulgarie
  - Vainqueur : 2002, 2003